# Miralem Sulejmani
Miralem Sulejmani (en serbe en écriture cyrillique : Миралем Сулејмани), né le 5 décembre 1988 à Belgrade en Yougoslavie (auj. en Serbie), est un footballeur international serbe issu de la communauté gorani.

## En club

### Début de carrière et transfert controversé à Heerenveen (2005-2007)
Le premier club de Sulejmani fut le club de Batajnica, un quartier de sa ville de naissance Belgrade, avant qu'il intégrât le centre de formation du Partizan Belgrade. Il apparut pour la première fois sous le maillot de l'équipe première du Partizan lors de la saison 2005-2006. Rapidement, Sulejmani est décrit comme l'un des grands talents émergents de l'école serbe et est suivi avec intérêt par de nombreux clubs, comme les Néerlandais d'AZ Alkmaar, du FC Groningue et du SC Heerenveen. Le 6 décembre 2006, le lendemain de son anniversaire, le club de Heerenveen annonce le transfert du jeune attaquant serbe, qui souhaiterait intégrer le Championnat des Pays-Bas au mois de janvier suivant.
Cependant, sa décision de partir pour Heerenveen a été controversée, puisque des différends apparurent entre le Partizan et l'agent de Sulejmani, à propos d'indemnités à payer pour le financement de sa formation. Finalement, le Partizan Belgrade, à la suite d'une discussion avec la Fédération de Serbie de football, suspendit Sulejmani jusqu'au 11 mai 2007, l'empêchant de prendre part au reste de la saison. 
Par la suite, Sulejmani déclara que la suspension prononcée par la FIFA était la meilleure chose qui puisse lui arriver, étant donné qu'il s'est alors entraîné le plus ardemment possible pour être prêt le jour de son premier match.

### Première saison à Heerenveen (2007-2008)
Miralem Sulejmani put finalement faire ses vrais débuts dans le Championnat des Pays-Bas lors de la saison saison 2007-2008. Son premier match eut lieu le 17 août 2007 contre Willem II. Malgré un bon match, celui-ci s'acheva sur un score vierge.
Le second match opposa son équipe à l'Ajax Amsterdam. Lors de cette rencontre, il marqua son premier but pour Heerenveen, faisant mener son équipe à l'ArenA. Cependant, le match se solda par une défaite 4-1, stoppant une série de trois victoires à Amsterdam contre l'Ajax. L'ensemble des résultats de Heerenveen en ce début de saison restèrent assez décevants, mais une des seules satisfactions de l'équipe fut Sulejmani, qui fit de belles prestations sur son aile. La première moitié de la saison, il pallia l'absence d'Afonso Alves avec brio, marqua quatre buts et réalisa cinq passes décisives, comprenant celle pour le but de la victoire contre le champion, le PSV Eindhoven. Heerenveen reprit alors sa marche en avant, sous la houlette de Sulejmani.
Après le départ d'Alves pour Middlesbrough, ce fut à Sulejmani de mener l'attaque du SC Heerenveen, ce à quoi il parvient avec succès. Son talent conduisit même au départ (temporaire) de l'international polonais, Radoslaw Matusiak. Sulejmani s'est rapidement mué en un attaquant dangereux, plein de créativité, trouvant toujours des solutions pour éliminer les défenses adverses. Heerenveen devint brièvement un candidat pour le titre, grâce à son attaque flamboyante. À la fin de la saison, Sulejmani devint le meilleur buteur du club ex æquo, avec 15 buts en 34 apparitions, jouant tous les matches de Championnat, et en délivrant 10 passes décisives. Il gagna également le trophée du Talent de l'année, qu'il célébra en faisant construire dans sa ville natale un terrain de football avec une pelouse artificielle.
Heerenveen finit cinquième du Championnat, se qualifiant ainsi pour les play-offs de fin de saison désignant le titulaire de la place en Ligue des champions. Il fut opposé au deuxième, l'Ajax. D'après le règlement en vigueur à ce moment-là, les deuxième, troisième, quatrième et cinquième du Championnat sont assurés au moins d'une place en Coupe UEFA. Cependant, comme Feyenoord termina sixième et remporta la Coupe des Pays-Bas, les perdants des play-offs furent reversés en Coupe Intertoto. Sulejmani ne prendra pas part aux play-offs, à cause d'une blessure au ménisque, qui le privera du reste de la saison. Heerenveen perdit ce premier tour contre l'Ajax sur le score cumulé de 5-2, mais s'imposa contre NAC Breda lors du match de classement. C'est donc ce dernier qui fut versé en Coupe Intertoto.
L'impressionnante première saison de Sulejmani ne laissa personne indifférent. Jusqu'à la fin de cette première saison avec Heerenveen, des rumeurs faisaient état de l'intérêt de Feyenoord, de l'Ajax, du PSV et même de Chelsea.

### Transfert à l'Ajax (2008-2013)
Après des semaines de spéculation, le feuilleton du transfert de Sulejmani prit finalement fin le 4 juillet 2008, lorsque l'Ajax Amsterdam annonça officiellement sur son site internet que le SC Heerenveen et lui étaient parvenus à un accord concernant le transfert de Sulejmani. L'Ajax dut s'acquitter de 16,25 millions d'euros, battant le record d'indemnité de transfert dans le football néerlandais, qui était jusqu'alors celui entre ces deux même clubs pour Klaas-Jan Huntelaar.
À Amsterdam, Sulejmani a signé un contrat de cinq ans avec l'Ajax, qui prendra fin le 30 juin 2013. Il a demandé à y porter le numéro 10. Pour la saison 2010-2011, il est initialement prêté à West Ham mais faute de permis de travail, il reste à l'Ajax. Et c'est un mal pour un bien, puisqu'arrivé l'hiver, certains joueurs se blessent, d'autres s'en vont, tel que Urby Emanuelson ou Luis Suarez, et un nouvel entraineur arrive, Frank de Boer. Tout ceci lui permet de trouver une place de titulaire et d'enchaîner de bonnes performances.

### Benfica Lisbonne (2013-2015)
Il signe au Benfica Lisbonne en 2013 où il a signé un contrat de 5 ans,.
En juin 2015, le Benfica Lisbonne annonce son départ du club pour la Suisse, il signe au BSC Young Boys.

### BSC Young Boys (2015-2022)
En juin 2015, il quitte le Benfica Lisbonne pour la Suisse, il signe au BSC Young Boys.
Le 26 mai 2017, il se fait une blessure musculaire et doit mettre un terme à sa saison.
Le 3 mai 2018, il prolonge son contrat de 2 ans et avec en plus une année supplémentaire. Lors du match le 11 décembre (2022) YB contre le FC Thoune, il se casse le pied et devra en être opéré.
Le 18 août 2020, il signe un nouveau contrat de 2 ans supplémentaires.
Le 28 avril 2022, il annonce qu'il restera jusqu'au terme de la saison à YB. Après 7 ans dans le club de la capitale, YB annonce son départ du club,,.

## Palmarès

### En club
Ajax Amsterdam
- Coupe des Pays-Bas
  - Vainqueur : 2010
- Championnat des Pays-Bas
  - Champion : 2011, 2012 et 2013.

 Benfica Lisbonne
- Championnat du Portugal
  - Champion : 2014 et 2015
- Coupe du Portugal
  - Vainqueur : 2014
- Coupe de la Ligue du Portugal
  - Vainqueur : 2014
- Supercoupe du Portugal
  - Vainqueur : 2014
- Ligue Europa
  - Finaliste : 2014

 BSC Young Boys
- Championnat de Suisse :
  - Vice-champion : 2016 et 2017
  - Champion : 2018, 2019, 2020 et 2021

- Coupe de Suisse :
  - Vainqueur: 2020

### En équipe nationale
- 20 sélections et 1 but avec l'équipe de Serbie depuis 2008.